# ジードルーナス・イルガウスカス
ジードルーナス・イルガウスカス（Žydrūnas Ilgauskas, 1975年6月5日 - ）は、リトアニア・カウナス出身の元バスケットボール選手。NBAのクリーブランド・キャバリアーズなどで活躍した。ポジションはセンター。身長221cm、体重118kg。背番号は同郷の先輩アルヴィーダス・サボニスに憧れて「11」をつけていた。

## 経歴

### リトアニア時代
イルガウスカスがデビューしたのは1992年。彼がまだ17歳の時、Žalgiris-2で1年間プレイした。その後、カウナスのクラブチームアトレタスに移籍して1996年まで在籍し、中心選手として活躍した。

### NBA
1996年のNBAドラフトでクリーブランド・キャバリアーズより1巡目20位指名を受け、NBAデビューした。以降、キャブス一筋。1996-97シーズンは右足の骨折で全休し、デビューとなった1997-98シーズンはフル出場（82試合）を果たした。うち、81試合で先発出場するなど、即戦力として、同じくルーキーとして加入したブレビン・ナイト、デレック・アンダーソン、セドリック・ヘンダーソンと共にプレイオフ進出の原動力になった。1998年の2月にはルーキーオールスターゲームにも出場。見事、大会MVPにも輝いた。
NBAでの滑り出しは順風満帆と思えたが、1998-99シーズンは5試合目で左足を骨折しほぼ全休。わずか5試合の出場に留まってしまい、以後、彼のキャリアは足の故障により長期に渡って足踏みしてしまう（1998-99シーズンはNBAでロックアウトが実施されてシーズンは82試合から50試合に縮小されたが、それを考慮して換算しても10試合以下の出場に留まったことになる）。続く1999-2000シーズンは今度は右足を骨折し全休、翌年の2000-2001シーズンも12月半ば時点で地区首位のチームを支えていたが、再び足の骨折が発覚、わずか24試合の出場しか果たせなかった。この頃からイルガウスカスには故障がちなイメージが定着してしまい、現在でも「ガラスの足（壊れやすいという意味）」と形容されることがある。
翌年の2001-02シーズンからは出場時間を制限することにより徐々に復調し、以降6シーズンに渡って、大きな怪我に見舞われることなくプレイを続け、毎シーズンのように得点やリバウンドで高いアベレージを残している。2002年以降は毎年のように80試合前後出場しており、これは他のNBA選手と比較してもかなり健康的だといえる。しかし今日まで怪我のイメージから払拭できない節があるのは、当時と変わらぬ細身の体型と、怪我が多くのNBAファンに強い印象を与えたからだと考えられる。
キャバリアーズはレブロン・ジェームズの加入後にチーム成績が向上。一方で自身はドリュー・グッデンやアンダーソン・ヴァレジャオらの成長に伴い、出場時間は減少し、特にゲーム終盤ではベンチに控えることが多くなっていった。しかしベテランとしての役割を始め、チームにとっても欠かせない存在になっており、2005-06シーズンはルーキーイヤー以来となる8年ぶりのプレイオフ出場も果たした。翌2006-07シーズンには自身初のNBAファイナルに進出した。
07-08シーズン終了後、リトアニア代表として北京オリンピックに出場する意思を示したが、キャブス側がイルガウスカスの怪我を恐れてそれを許可しなかった。
2010年2月16日に3チームが絡むトレードでワシントン・ウィザーズへ移籍したが、同月25日にウィザーズとのバイアウトが成立。ウィザーズでは1試合も出場せず、ウェイバーにかけられ、3月23日にクリーブランド・キャバリアーズに復帰。
2010年7月にFAとなり、同じくFAとなった同僚のレブロン・ジェームズの後を追うような形でマイアミ・ヒートへ移籍したが、2010-11シーズン終了後に引退を表明した。

## 個人成績

### NBA

#### レギュラーシーズン
| シーズン     | チーム       | GP             | GS             | MPG            | FG%            | 3P%            | FT%            | RPG            | APG            | SPG            | BPG            | PPG            |
| ------------ | ------------ | -------------- | -------------- | -------------- | -------------- | -------------- | -------------- | -------------- | -------------- | -------------- | -------------- | -------------- |
| 1997–98      | CLE          | 82*            | 81             | 29.0           | .518           | .250           | .762           | 8.8            | .9             | .6             | 1.6            | 13.9           |
| 1998–99      | CLE          | 5              | 5              | 34.2           | .509           | ---            | .600           | 8.8            | .8             | .8             | 1.4            | 15.2           |
| 1999–00      | CLE          | 負傷により全休 | 負傷により全休 | 負傷により全休 | 負傷により全休 | 負傷により全休 | 負傷により全休 | 負傷により全休 | 負傷により全休 | 負傷により全休 | 負傷により全休 | 負傷により全休 |
| 2000–01      | CLE          | 24             | 24             | 25.7           | .487           | .000           | .679           | 6.7            | .8             | .6             | 1.5            | 11.7           |
| 2001–02      | CLE          | 62             | 23             | 21.4           | .425           | .000           | .754           | 5.4            | 1.1            | .3             | 1.4            | 11.1           |
| 2002–03      | CLE          | 81             | 81             | 30.0           | .441           | .000           | .781           | 7.5            | 1.6            | .7             | 1.9            | 17.2           |
| 2003–04      | CLE          | 81             | 81             | 31.3           | .483           | .286           | .746           | 8.1            | 1.3            | .5             | 2.5            | 15.3           |
| 2004–05      | CLE          | 78             | 78             | 33.5           | .468           | .286           | .799           | 8.6            | 1.3            | .7             | 2.1            | 16.9           |
| 2005–06      | CLE          | 78             | 78             | 29.3           | .506           | .000           | .834           | 7.6            | 1.2            | .5             | 1.7            | 15.6           |
| 2006–07      | CLE          | 78             | 78             | 27.3           | .485           | .000           | .807           | 7.7            | 1.6            | .6             | 1.3            | 11.9           |
| 2007–08      | CLE          | 73             | 73             | 30.4           | .474           | .000           | .802           | 9.3            | 1.4            | .5             | 1.6            | 14.1           |
| 2008–09      | CLE          | 65             | 65             | 27.2           | .472           | .385           | .799           | 7.5            | 1.0            | .4             | 1.3            | 12.9           |
| 2009–10      | CLE          | 64             | 6              | 20.9           | .443           | .478           | .743           | 5.4            | .8             | .2             | .8             | 7.4            |
| 2010–11      | MIA          | 72             | 51             | 15.9           | .508           | .000           | .783           | 4.0            | .4             | .3             | .8             | 5.0            |
| 通算         | 通算         | 843            | 724            | 27.2           | .476           | .310           | .780           | 7.3            | 1.1            | .5             | 1.6            | 13.0           |
| オールスター | オールスター | 2              | 0              | 10.5           | .556           | .000           | 1.000          | 3.5            | .5             | .0             | 1.0            | 6.0            |

#### プレーオフ
| シーズン | チーム | GP | GS | MPG  | FG%  | 3P%  | FT%  | RPG | APG | SPG | BPG | PPG  |
| -------- | ------ | -- | -- | ---- | ---- | ---- | ---- | --- | --- | --- | --- | ---- |
| 1998     | CLE    | 4  | 4  | 36.8 | .571 | ---  | .520 | 7.5 | .5  | .5  | 1.3 | 17.3 |
| 2006     | CLE    | 13 | 13 | 27.2 | .454 | ---  | .750 | 6.3 | .8  | .4  | 2.1 | 10.4 |
| 2007     | CLE    | 20 | 20 | 32.5 | .492 | ---  | .838 | 9.7 | .9  | .5  | .8  | 12.6 |
| 2008     | CLE    | 13 | 13 | 30.2 | .479 | ---  | .818 | 7.5 | 1.6 | .4  | 1.1 | 13.1 |
| 2009     | CLE    | 14 | 14 | 29.1 | .449 | .154 | .636 | 7.8 | 1.2 | .4  | .9  | 10.5 |
| 2010     | CLE    | 7  | 0  | 9.9  | .385 | ---  | .667 | 1.6 | .4  | .0  | 1.0 | 1.7  |
| 2011     | MIA    | 9  | 8  | 11.6 | .467 | ---  | .667 | 3.6 | .3  | .0  | .3  | 3.6  |
| 通算     | 通算   | 80 | 72 | 26.5 | .477 | .154 | .744 | 6.9 | .9  | .3  | 1.1 | 10.2 |

## プレイスタイル
221cmという長身をフル活用したテクニックあふれるプレイが特徴的な選手である。リバウンドはもちろん、ブロックも得意とし、ゴール近辺では脅威の存在である。オフェンス能力も長けており、フックシュート、ダンクシュート、ティップイン、ジャンプシュート、ミドルシュート等インサイドの選手としては破格のシュートバリエーションを誇り、「技のデパート」と雑誌ダンクシュートは表現した。シュート成功率もNBA屈指を誇る。また長身選手に苦手な選手が多いフリースローも姚明と並んで非常に上手いタイプであり、2005-06シーズンには約83%の成功率を記録した。運動能力やフィジカルコンタクトに強い方ではなく、上手さが売りの「柔」のセンターという存在である。

## トリビア
- ニックネームは「Z」（名前の頭文字）と「The Wall」（ゴールを死守する壁のような存在という意味）
- 社会活動（Cleveland Clinic）を積極的に行っており、しばしばチームメイトと共に病気の子供達のもとを訪れている（用具などの寄付も行う）
- 子供のころに憧れていた選手は同じリトアニア出身でセンターの英雄アルヴィーダス・サボニスだった。